# Хафізов Ірек Хамітович
Ірек Хамітович Хафізов (15 листопада 1986, м. Нижньокамськ, СРСР) — білоруський хокеїст, нападник. Виступає за «М'єркуря-Чук» у РХЛ. Майстер спорту.
Вихованець хокейної школи «Нафтохімік» (Нижньокамськ). Виступав за «Динамо» (Мінськ), «Керамін» (Мінськ), ХК «Вітебськ», «Металург» (Жлобин), «Кристал» (Саратов), «Юність» (Мінськ), ХК «Брест».
У складі молодіжної збірної Білорусі учасник чемпіонату світу 2006 (дивізіон I). 
Досягнення
- Чемпіон Білорусі (2007), бронзовий призер (2008, 2011)
- Володар Кубка Білорусі (2006, 2008).